# 博羅夫斯克
55°13′N 36°29′E / 55.217°N 36.483°E
博羅夫斯克 （俄语：Бо́ровск），俄罗斯城市，卡卢加州博罗夫斯克区的行政中心，2000年被授予俄罗斯历史名城的地位。其人口有11,800人（2010）。

## 地理
博罗夫斯克城位于普罗特瓦河两岸的山丘上，被森林环绕。城市距离莫斯科西南约84公里。

## 历史
据推测，博罗夫斯克城建立于13世纪。
城市第一次被提到是在大公伊凡二世的标明日期为1358年的遗嘱中。然而在博罗夫斯克古城遗址中找到的陶器上标注的日期为11-13世纪，证明了该地古罗斯居民的存在。考古发掘与现代博罗夫斯克城的考察（2003）同样标明，13-14世纪在普罗特瓦河两岸，相距500-800米均有人居住。
约1378年，顿河德米特里将博罗夫斯克和另外几个州赠给了英勇的弗拉基米尔·安德烈耶维奇大公，该城市直到15世纪中叶是谢尔普霍夫-博罗夫斯克公国的中心之一。
1480年，统治该城的伊凡三世在博罗夫斯克城下训练军队，准备同金帐汗国的战役。
17世纪，博罗夫斯克成为旧礼仪派悲剧的舞台。大司祭阿瓦库姆被流放至此。在博罗夫斯克监狱囚禁着（并在这里被处死）他的战友——女贵族莫罗佐娃，和她的姐姐公爵夫人乌鲁佐娃。
自1776年起，博罗夫斯克成为卡卢加总督辖区博洛夫斯克县的县城（自1796年该称卡卢加省）。
1777年制定了博罗夫斯克的城徽。
1812年俄法战争时期，城市和帕夫努季耶夫修道院被法国人放火和破坏。
1857年五月，城市因火灾严重受损——烧毁了150栋居民楼，200家店铺和几个教堂。
1880-1891年间，齐奥尔科夫斯基居住于该城，在这里当教师。大约同时期这里还居住并任教宗教思想家费奥多罗夫。
自1929年起，该城成为莫斯科州卡卢加区博罗夫斯克地区的中心（1944年起改称卡卢加州）。

## 城徽
博罗夫斯克的城徽为银纹盾牌上有一颗红心，红心里为金色十字，并环绕着绿色月桂树枝。城徽确定于1777年3月10日。

## 气候
温带大陆性气候，一月平均气温-10.2摄氏度，七月平均气温+17.6摄氏度。

## 名胜古迹
- 帕夫努季耶夫-博罗夫斯克修道院，建于15世纪中叶。
- 鲍里斯和格列布教堂（教堂建于1704年，钟楼建于1819年）。
- 女贵族莫罗佐娃和公爵夫人乌鲁佐娃礼拜纪念堂（假想的二人囚禁和死亡处）。
- 齐奥尔科夫斯基公寓博物馆和齐奥尔科夫斯基纪念碑。
- 在博罗夫斯克及其周围大量进行中的和即将进行的教堂修复。
- 市区内坐落着全俄农场动物生理学、生物化学和营养学科学研究学院，该学院以其在喂养农场动物、微生物生物工艺学以及细胞和基因工程方面的方法而闻名。

## 资料来源
1. ↑  17世纪中叶俄罗斯出现的教派，不承认尼康的教会改革，主张保留宗教旧礼仪，反对官方东正教会
2. ↑  俄国分裂教派首领